# Pseudotegenaria decolorata
Tegenaria decolorata là một loài nhện trong họ Agelenidae.
Loài này thuộc chi Pseudotegenaria. Pseudotegenaria decolorata được Josef Kratochvíl & František Miller miêu tả năm 1940.